# غاري بيترز (لاعب هوكي الجليد)
غاري بيترز هو لاعب هوكي الجليد كندي، ولد في 9 أكتوبر 1942 في ريجاينا في كندا.

## وصلات خارجية
- غاري بيترز على موقع دوري الهوكي الوطني (الإنجليزية)
- غاري بيترز على موقع قاعة مشاهير الهوكي (لاعب أن.إتش.أل) (الإنجليزية)
- غاري بيترز على موقع EliteProspects.com (الإنجليزية)
- غاري بيترز على موقع HockeyDB.com (الإنجليزية)
- غاري بيترز على موقع Hockey-Reference.com (الإنجليزية)